# Architektura renesansu we Francji

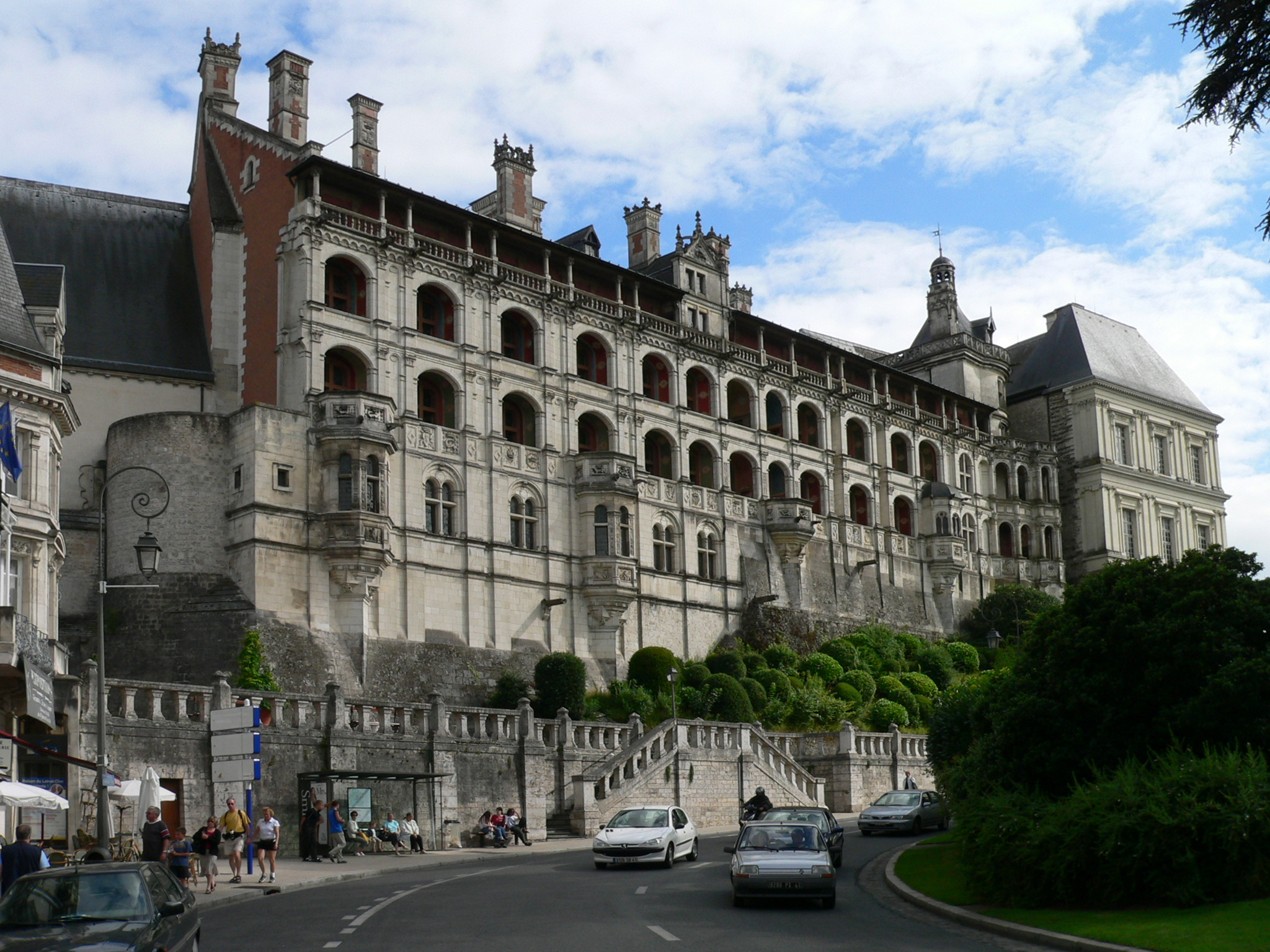
Skrzydło Franciszka I zamku Blois

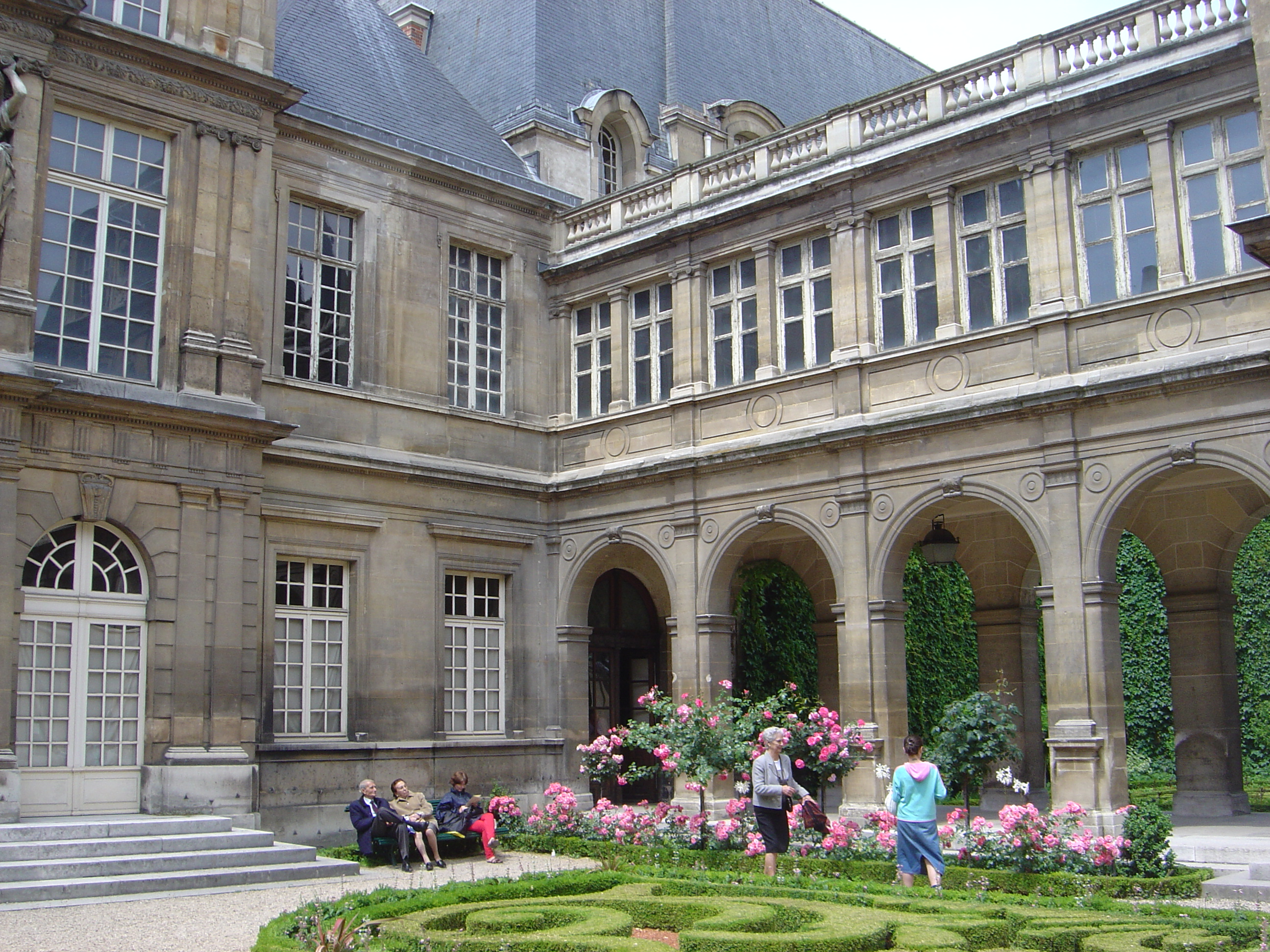
Dziedziniec Museé Carnavalet

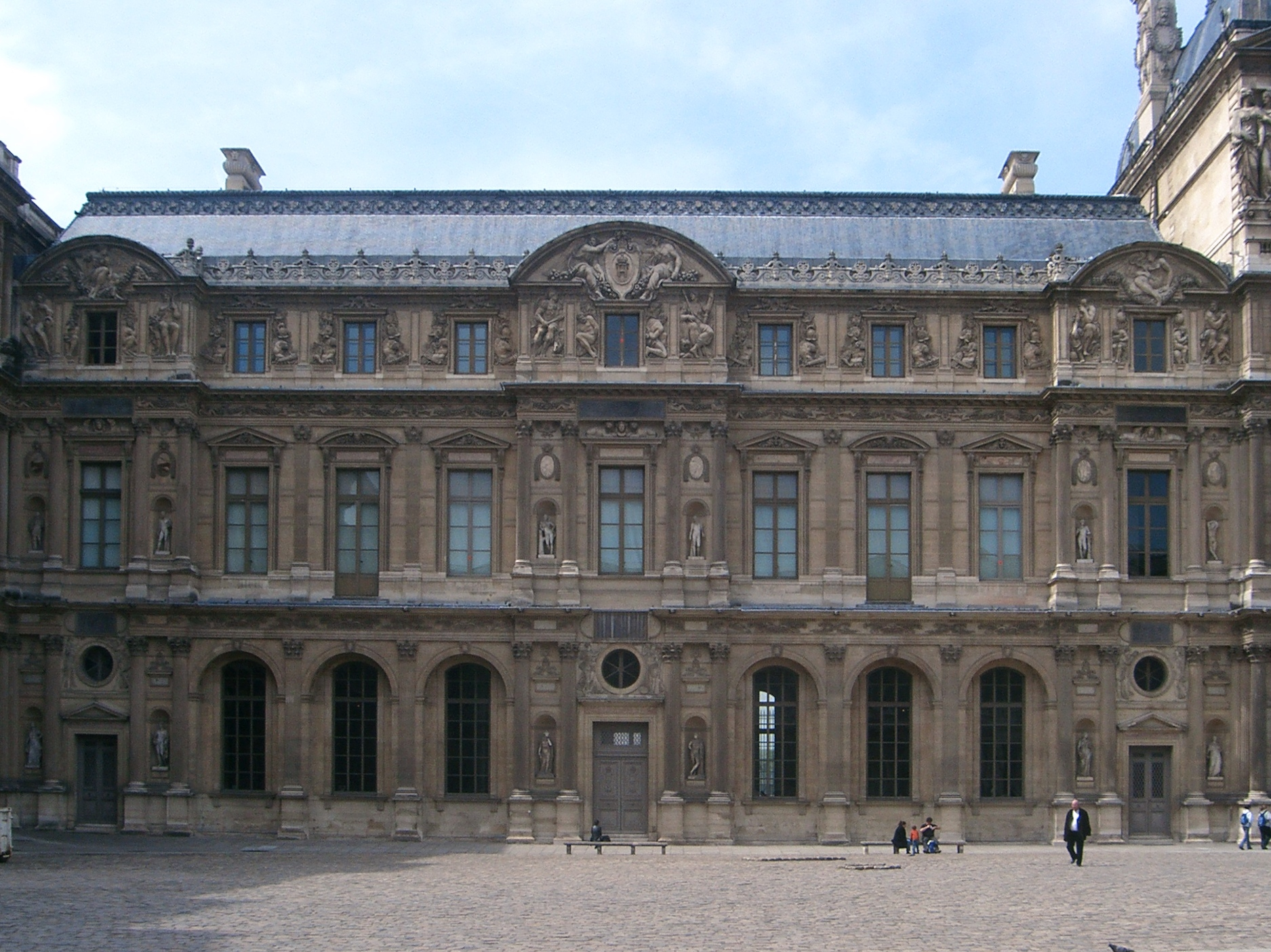
Zachodnie skrzydło Luwru

Długotrwała wojna stuletnia zakończona w 1453 r. zrujnowała Francję powodując jego znaczne zacofanie gospodarcze i kulturowe. Karol VII i Ludwik XI skupili się na stopniowej odbudowie nadal średniowiecznego kraju. Dopiero przedsięwzięte przez Karola VIII i Ludwika XII wyprawy na Półwysep Apeniński spowodowały pierwsze zetknięcie się Francji z nowym stylem, który w tym czasie przeżywał we Włoszech swój rozkwit.
Włoscy artyści sprowadzeni do Francji otrzymywali zlecenia przebudowy i upiększenia siedzib królewskich i magnackich. Zatem początki renesansu we Francji to przede wszystkim architektura dworska w postaci detali uzupełniających i zdobiących średniowieczne siedziby możnych. Wzorowany na włoskim stylu dekoracyjnym renesans we Francji nie był dokładnym jej odwzorowaniem. Dostosowanie do warunków klimatycznych skutkowało zachowaniem stromych dachów, a względy praktyczne narzucały umieszczanie na poddaszach pomieszczeń mieszkalnych. Kunszt kamieniarski francuskich rzemieślników zaowocował bogatym detalem. Trzony kolumn i pilastrów zdobiły głębokie żłobkowania pomiędzy grubymi pierścieniami. Płasko boniowane płaszczyzny ścian, często wykonane z kamiennych ciosów i cegieł tworzyły dwubarwne tło zdobione medalionami, girlandami, kartuszami z herbami. Łuki nad otworami okiennymi i drzwiowymi początkowo pozostawały pod wpływem gotyku płomienistego. W pierwszym okresie stosowany był zazwyczaj łuk koszowy, często spłaszczony, który z czasem zastąpiono łukiem półkolistym.
Francuscy historycy stosują zwyczaj określania poszczególnych stylów od imienia panującego w danym okresie władcy. Stąd warto przypomnieć, kto panował w okresie poszczególnych faz renesansu:
- wczesna faza renesansu – początek XVI wieku, panowanie Karola VIII, Ludwika XII i pierwsze lata sprawowania władzy przez Franciszka I
- rozkwit renesansu – od ok. 1535 – 1574, panowanie Henryka II, Franciszka II, Karola IX
- okres schyłkowy – do ok. 1610 – panowanie Henryka III i Henryka IV.

Wśród zachowanych obiektów, w których widoczne są pierwsze elementy architektury renesansu na ziemi francuskiej warto wymienić:
- gotycki zamek Amboise o renesansowym wystroju wnętrz
- skrzydła zamku Blois
- dom Franciszka I przeniesiony z Moret do Paryża

Z rozkwitem renesansu pojawiali się francuscy mistrzowie. W połowie XVI wieku działali Jean Goujon oraz Pierre Lescot. Efektem ich działalności jest paryski Hôtel des Ligneries (1544 r.), w którym obecnie mieści się Museé Carnavalet oraz początek przebudowy Luwru (od skrzydła południowo-zachodniego). W 1536 r. wrócił z Włoch Philibert Delorme (de l'Orme). W Italii poznał dość dokładnie architekturę starożytną co zaowocowało kilkoma pracami teoretycznymi. Na zlecenie Franciszka I zbudował zamek w Saint-Maur (ok. 1540), w Saint-Denis wzorowany na antycznych łukach triumfalnych grobowiec dla niego i jego żony (1547). W 1522 na zlecenie Henryka II buduje dla Diany de Poitiers, faworyty królewskiej zamek w Anet. Rozpoczął przebudowę średniowiecznego zamku w Fontainebleau (jego dziełem jest sala balowa) oraz budowę pałacu Tuilerie.
Jacques I Ducerceau wzorując się na Albertim wprowadził do Francji wielki porządek. Jego prace to przede wszystkim dworskie rezydencje: zamek Charleval, Verneuil-sur-Oise, fragmenty zamku Gaillon. Dla bogatych mieszczan projektował domy w Orleanie. Jego starszy syn Baptiste Ducerceau, po śmierci Lescota, kontynuował przebudowę Luwru oraz (po śmierci ojca) budowę zamku Charleval. Jacques II Ducerceau zbudował wiele reprezentacyjnych pałacyków i domów w Paryżu oraz, wraz z Luisem Métezeau, kontynuował przebudowę Luwru. Jego projekty cechuje połączenie cegły z kamiennymi ciosami, które zdobiły elewacje budynków.
Okres renesansu we Francji zamyka twórczość Salomona de Brosse. Na wzór Palazzo Pitti zaprojektował Pałac i Ogród Luksemburski. Dla gotyckiego kościoła św. Gerwazego (St. Gervasis) w Paryżu zaprojektował trójpoziomową fasadę (1616 – 1621) a dla protestantów w Charenton zbór wzorowany na starożytnej bazylice.
Literatura
- Tadeusz Broniewski, Historia architektury dla wszystkich, Wydawnictwo Ossolineum, 1990 r.
- David Watkin, Historia architektury zachodniej, Wydawnictwo Arkady 2006 r. ISBN 83-213-4178-0